# مارك جونز
مارك جونز (بالإنجليزية: Mark Jones)‏ (و. 7 نوفمبر 1979) هو لاعب اتحاد الرغبي، من ويلز.

## روابط خارجية
- مارك جونز عل موقع إسبنسكروم (الإنجليزية)
- مارك جونز على موقع ItsRugby.co.uk (الإنجليزية)